# Trần Phán (xã)
Trần Phán là một xã thuộc tỉnh Cà Mau, Việt Nam.

## Địa lý
Xã Trần Phán có vị trí địa lý:
- Phía đông giáp xã Đầm Dơi và xã Tạ An Khương
- Phía tây giáp các xã Cái Nước, Lương Thế Trân, Tân Hưng
- Phía nam giáp xã Quách Phẩm
- Phía bắc giáp phường Hòa Thành.

Xã Trần Phán có diện tích 74,9 km², dân số năm 2024 là 29.949 người, mật độ dân số đạt 399 người/km².

## Lịch sử
Ngày 25 tháng 7 năm 1979, Hội đồng Chính phủ ban hành Quyết định số 275-CP về việc chia xã Trần Phán thuộc huyện Cái Nước thành xã Tân Trung và xã Trần Phán.
Ngày 17 tháng 5 năm 1984, Hội đồng Bộ trưởng ban hành Quyết định số 75-HĐBT về việc chuyển xã Tân Trung và xã Trần Phán thuộc huyện Cái Nước vào huyện Ngọc Hiển.
Ngày 17 tháng 12 năm 1984, Hội đồng Bộ trưởng ban hành Quyết định số 168-HĐBT về việc đổi tên huyện Ngọc Hiển thành huyện Đầm Dơi. Khi đó, xã Tân Trung và xã Trần Phán thuộc huyện Đầm Dơi.
Ngày 2 tháng 2 năm 1991, Ban Cán bộ – Tổ chức của Chính phủ ban hành Quyết định số 51/QĐ-TCCP về việc sáp nhập xã Quách Phẩm vào xã Trần Phán.
Ngày 6 tháng 11 năm 1996, Quốc hội ban hành Nghị quyết về việc chia tỉnh Minh Hải thành tỉnh Bạc Liêu và tỉnh Cà Mau. Khi đó, xã Trần Phán thuộc huyện Đầm Dơi, tỉnh Cà Mau.
Ngày 5 tháng 9 năm 2005, Chính phủ ban hành Nghị định số 113/2005/NĐ-CP về việc thành lập xã Tân Trung thuộc huyện Đầm Dơi trên cơ sở 3.486 ha diện tích tự nhiên và 10.664 người của xã Trần Phán.
Sau khi điều chỉnh địa giới hành chính, xã Trần Phán còn lại 3.360 ha diện tích tự nhiên và 11.656 nhân khẩu.
Tính đến ngày 31/12/2024:
- Xã Trần Phán có 6 ấp: Bào Giá, Bờ Đập, Chà Là, Ngã Bát, Nhị Nguyệt, Tân Hòa.
- Xã Tân Trung có 6 ấp: Công Điền, Phú Điền, Tân Điền, Tân Phú, Thành Vọng, Trung Can.

Ngày 12 tháng 6 năm 2025, Quốc hội ban hành Nghị quyết số 202/2025/QH15 về việc sắp xếp đơn vị hành chính cấp tỉnh (nghị quyết có hiệu lực từ ngày 12 tháng 6 năm 2025). Theo đó, sáp nhập tỉnh Bạc Liêu vào tỉnh Cà Mau.
Ngày 16 tháng 6 năm 2025, Ủy ban Thường vụ Quốc hội ban hành Nghị quyết số 1655/NQ-UBTVQH15 về việc sắp xếp các đơn vị hành chính cấp xã của tỉnh Cà Mau năm 2025 (nghị quyết có hiệu lực từ ngày 16 tháng 6 năm 2025). Theo đó, sáp nhập toàn bộ 33,1 km² diện tích tự nhiên, quy mô dân số là 12.344 người xã Tân Trung thuộc huyện Đầm Dơi vào toàn bộ 41,8 km² diện tích tự nhiên, quy mô dân số là 17.605 người của xã Trần Phán thuộc huyện Đầm Dơi.
Xã Trần Phán có 74,9 km²diện tích tự nhiên và quy mô dân số là 29.949 người.